# Polyptyque (diplomatique)
Pour les articles homonymes, voir Polyptyque (homonymie).
Un polyptyque (syn. Descriptio, Breve), au haut Moyen Âge, est un inventaire détaillé des biens fonciers d’un grand propriétaire ou le dénombrement de tous les bénéfices ecclésiastiques situés dans un domaine géographique donné. Dans ce dernier cas, on utilise plus souvent le terme pouillé.
Divisés en chapitres (brevis), les premiers polyptyques francs remontent au moins au VIIe siècle. Dans leur forme classique, ils décrivent au IXe siècle les composantes de chaque seigneurie (réserve et tenures paysannes), énumère les obligations des tenanciers et détaille parfois leur nom et la composition de leur famille. Une trentaine de polyptyques carolingiens nous sont parvenus. Ils ont été rédigés majoritairement dans les régions situées entre la Seine et le Rhin (Saint-Germain-des-Prés, Saint-Remi de Reims, Prüm, Saint-Bertin) et dans le royaume d’Italie (Santa Giulia de Brescia, Bobbio), pour décrire les propriétés de grands monastères royaux. Le plus ancien des polyptyques (v. 800) est toutefois composé de descriptions tirées d’inventaires des propriétés de l’évêché de Salzbourg, de l’abbaye de Wissembourg et de cinq cours appartenant au fisc royal, dans la région de Lille. Le plus célèbre, parce que le plus détaillé, est le polyptyque de l'abbaye de Saint-Germain-des-Prés ou de l'abbé Irminon qui date d'entre 823 et 828.

### Définition
- Polyptyque